# 杰克逊县 (北卡罗来纳州)
傑克遜縣（英語：Jackson County）是位於美國北卡羅萊納州西南部的一個縣，南鄰南卡羅萊納州。面積1,281平方公里，根據美國2000年人口普查數字，共有人口33,121人。縣治席爾瓦 (Sylva)。
成立於1851年。縣名紀念第七任總統安德魯·傑克遜。

## 外部連結
- Jackson County official website
- North Carolina GenWeb Jackson County （页面存档备份，存于）
- The Sylva Herald （页面存档备份，存于）
- Jackson County Rescue Squad （页面存档备份，存于）
- Jackson County Travel & Tourism

35°17′N 83°08′W / 35.29°N 83.14°W